# Bruinkoptijgerparkiet
De bruinkoptijgerparkiet (Psittacella picta) is een vogel uit de familie Psittaculidae (papegaaien van de Oude Wereld).

## Verspreiding en leefgebied
Deze soort is endemisch in Nieuw-Guinea en telt drie ondersoorten:
- P. p. lorentzi: Maokegebergte (westelijk Nieuw-Guinea).
- P. p. excelsa: centraal Nieuw-Guinea.
- P. p. picta: zuidoostelijk Nieuw-Guinea.

## Status
De grootte van de populatie is niet gekwantificeerd maar de soort wordt omschreven als doorgaans schaars, maar plaatselijk algemeen. Op de Rode lijst van de IUCN heeft deze soort de status niet bedreigd.